# Fiat 124 Spider
Fiat 124 Spider je dvoudveřový automobil karoserie roadster s motorem vpředu a pohonem zadních kol, vyráběný japonskou automobilkou Mazda pro koncern FCA a prodávaný pod italskou značkou Fiat od roku 2016 do roku 2019. Poprvé byl představen na autosalonu v Los Angeles v roce 2015 a za dobu produkce se vozu vyrobilo přes 41 000 kusů.
Fiat 124 Spider je z velké části identický se čtvrtou generací roadsteru Mazda MX-5 a vyráběl se spolu s tímto vozem v továrně Mazda v japonské Hirošimě. Model 124 Spider s MX-5 sdílí platformu, mechanické části, interiér a mechanismus střechy – liší se však díky vlastnímu motoru s turbodmychadlem MultiAir vyvinutým a vyráběným koncernem FCA, vlastním koncernovým tlumičům, pozměněnému designu exteriéru a mírně prodloužené délce a zvětšené kapacitě zavazadlového prostoru oproti MX-5.
Název 124 a detaily v designu exteriéru odkazují na Fiat 124 Sport Spider, navržený designérským studiem Pininfarina a vyráběný v letech 1966 až 1985.

## Vývoj a výroba
V květnu 2012 oznámily automobilky Mazda a Alfa Romeo – další ze značek Fiat Group, později FCA – společný projekt, jímž byl vývin společné platformy s pohonem zadních kol. Společnosti měly spolu vyvinout dva v designu odlišné, ale jinak identické lehké roadstery, přičemž oba vozy ale měly mít vlastní motory unikátní pro každou značku.
V prosinci 2014 rozhodl Sergio Marchionne z FCA, že vozy Alfa Romea budou vyráběny pouze v Itálii a potvrdil pokračování plánu konstrukce roadsteru s Mazdou, ovšem jelikož bylo v plánu vyrábět oba vozy v Japonsku, nepřímo tím potvrdil, že plánovaný roaster nebude prodáván pod značkou Alfa Romeo, ale pod jinou značkou koncernu FCA. Následně bylo koncernem FCA potvrzeno, že se vůz bude prodávat pod značkou Fiat.
V lednu 2019 oznámilo FCA, že Fiat 124 Spider bude ještě tentýž měsíc stažen z trhu ve Velké Británii a v Evropě. Sportovnější model Abarth 124 Spider pokračoval v prodeji, ale i ten byl v dubnu 2019 stažen z evropského trhu. Ve Spojených státech pokračoval doprodej vyrobených vozů déle, ale na konci roku 2020 skončil prodej vozů 124 Spider i zde.

## Technické specifikace

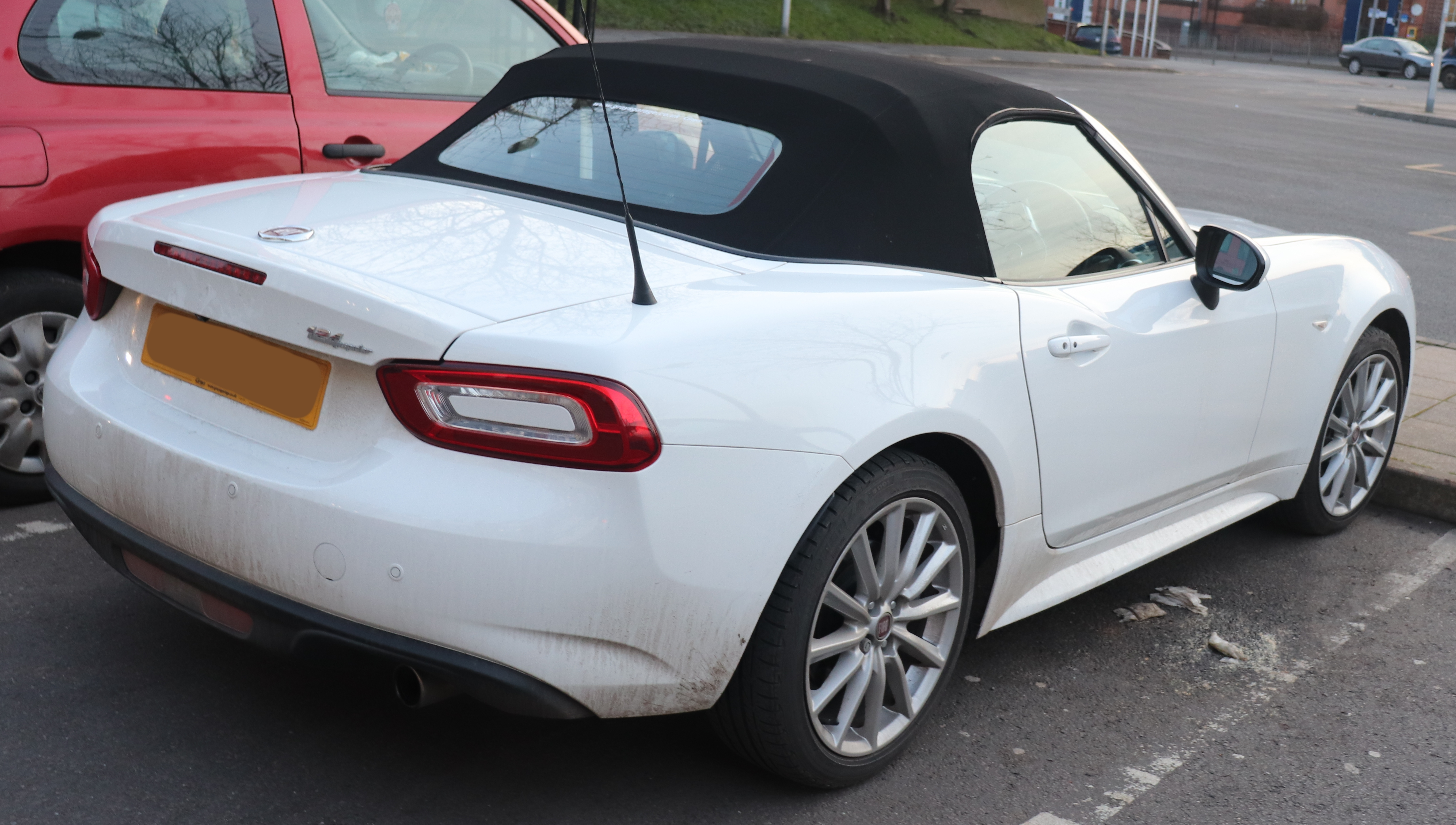
Fiat 124 Spider

Fiat 124 Spider je poháněn 1,4litrovým zážehovým motorem s turbodmychadlem MultiAir s výkonem 138 koní (103 kW), točivým momentem 240 N⋅m a maximální rychlostí 215 km/h ve specifikaci pro Evropu, zatímco vozy pro Severní Ameriku měly výkon 160 koní (119 kW) a točivý moment 249 N⋅m. Sportovnější verze Abarth měla v Evropě 168 koní a maximální rychlost 232 km/h, zatímco v Severní Americe měla 164 koní. Manuální šestistupňová převodovka je převzata ze třetí generace MX-5 (zbytek komponentů sdílel vůz s generací čtvrtou), aby zvládla točivý moment turba.
Motor Multiair využívá technologii hydraulicky ovládaného proměnného časování ventilů (VVT), která umožňuje řízení přívodu vzduchu přímo přes sací ventily benzínového motoru. To obchází hlavní neefektivitu motorů: čímž je ztráta výkonu způsobená omezením přívodu vzduchu škrticí klapkou, která se používá k regulaci vzduchu do válců.

## Abarth 124 Spider

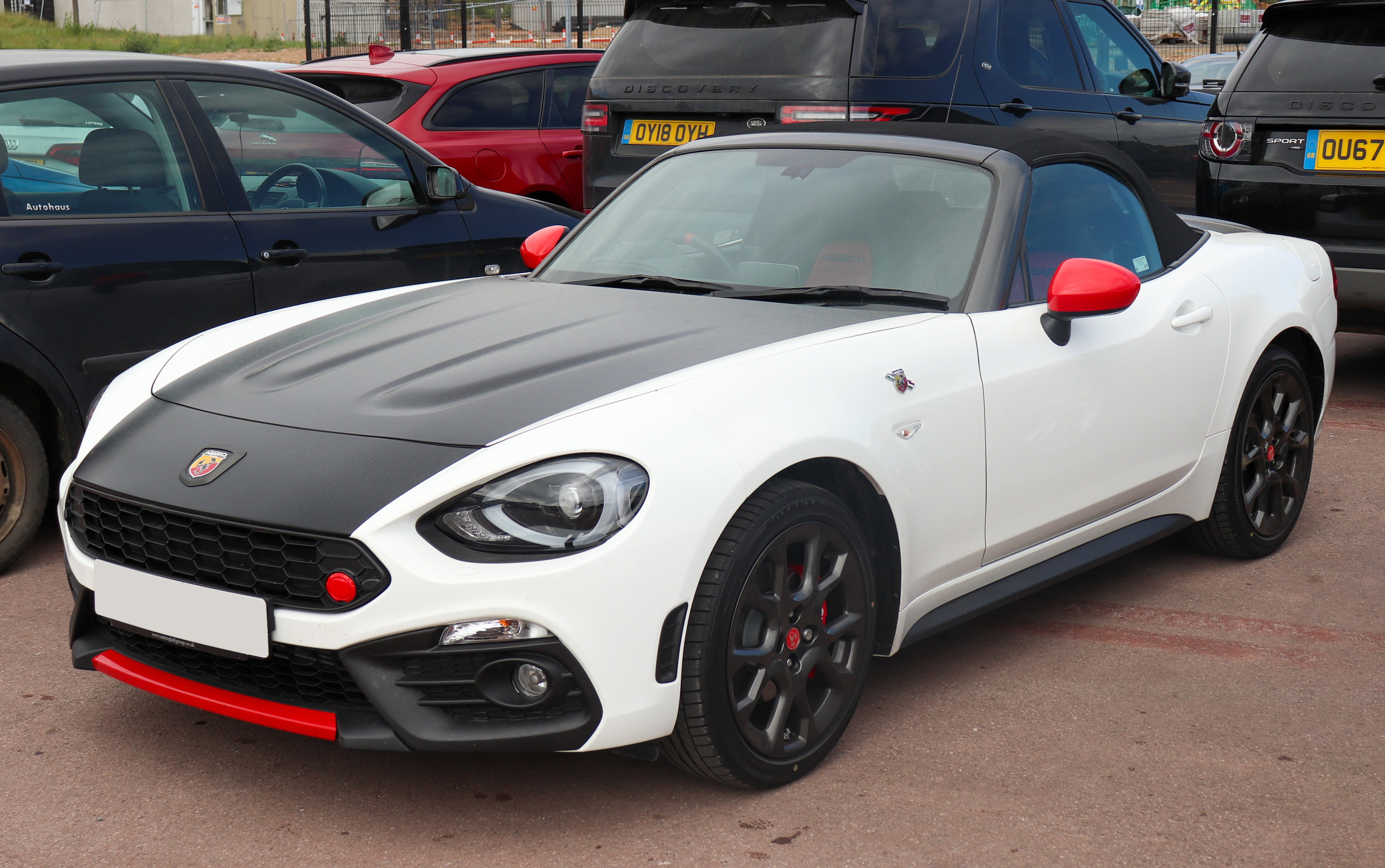
Abarth 124 Spider

Abarth 124 Spider je výkonná verze Fiatu 124 Spider, taktéž vyráběná Mazdou v Japonsku a prodávaná pod značkou Abarth. Vůz byl představen po roce od premiéry verze Fiat na ženevském autosalonu v roce 2016 spolu se závodním speciálem Abarth 124 Spider Rally. Zatímco Fiat byl kompletně montován v Japonsku, konečná montáž verze Abarth probíhala v závodě Abarth v Turíně, kde byly na japonský základ instalovány specifické díly této verze.
Abarth 124 má stejný 1,4litrový motor s turbem MultiAir, ovšem naladěný na výkon 168 koní při 5,500 ot./min a s točivým momentem 250 N⋅m při 2500 ot./min. Maximální rychlost je 232 km/h a zrychlení z 0 na 100 km/h za 6,8 sekundy.
V designu exteriéru je na voze několik odlišných části oproti Fiatu. Na exteriéru jde o kompletní označkování vozu jako Abarth, rozdílný přední i zadní nárazník, čtyři koncovky výfuku oproti dvěma, volitelné dvoubarevné zbarvení karoserie a 17palcová hliníková kola. V interiéru přibyl sportovní volant, kůží obalená řadicí páka, ozdobné červené prošívání a kožená sportovní sedadla, se závodními alcantarovými sedadly Recaro za příplatek.
V Severní Americe se vůz Abarth prodával pod značkou Fiatu pod názvem Fiat 124 Spider Abarth, jelikož zde značka Abarth nemá zastoupení jakožto samostatná značka, ale pouze jako sportovní výbava Fiatu. Jelikož standardní vozy Fiat 124 Spider zde byly výkonnější a měly 160 koní, výbava Abarth téměř nenavyšovala výkon (na 164 koní) a jednalo se spíše o estetické doplňky.